# Алоља
Алоља или Алољ (рус. Алоля, Алоль) река је на западу европског дела Руске Федерације. Протиче преко централних и југозападних делова Псковске области, односно преко територија њеног Опочког, Бежаничког и Пустошког рејона. Десна је притока реке Великаје у коју се улива на 323. километру њеног тока узводно од ушћа, те део басена реке Нарве, односно Финског залива Балтичког мора.
Алоља свој ток започиње као отока маленог глацијалног језера Арно на западним обронцима Бежаничког побрђа на крајњем североистоку Опочког рејона. Потом својим током прелази на територију Бежаничког рејона, тече у смеру југа, затим скреће и тече као погранична река између Опочког и Пустошког рејона.
Протиче кроз неколико језера, а највећа међу њима су Кудеверско (1,7 km²) и Бардово (1,3 km²). На 29. километру узводно од свог ушћа у Великају, са леве стране, прима своју највећу притоку Ципиљанку (дужина њеног тока је свега 13 km).
Укупна дужина тока Алоље је 105 km, док је површина сливног подручја око 860 km².